# Señorío de Charance
El domaine de Charance (español: Señorío de Charance) es un lugar alpino de promoción del medio ambiente adosado al monte que domina sobre la ciudad de Gap en Francia, a 4 km al noroeste del centro de la ciudad, a una altitud variable de 1000 a 1903 m s. n. m.
Dicho jardín está catalogado como « Jardin Remarquable» ( jardín notable ) en el 3 de enero del 2005 por el « Ministère de la Culture et de la Communication » (Ministerio de la Cultura y la Comunicación) de Francia. En él se encuentra el Conservatorio Botánico Alpino Nacional de Gap-Charance.
Es en la parte inferior de la finca donde se concentra, en alrededor de unas 220 hectáreas, la actividad humana.

## Toponimia
El nombre Charance significa caída de agua. En efecto, se forma de una palabra celta rin, queriendo decir agua corriente (también se encuentra en el nombre Rin o en Ródano, rivus en latín, rif o riou en occitano alpino). El prefijo cha, colocado delante, añade la idea de una caída.

## Historia

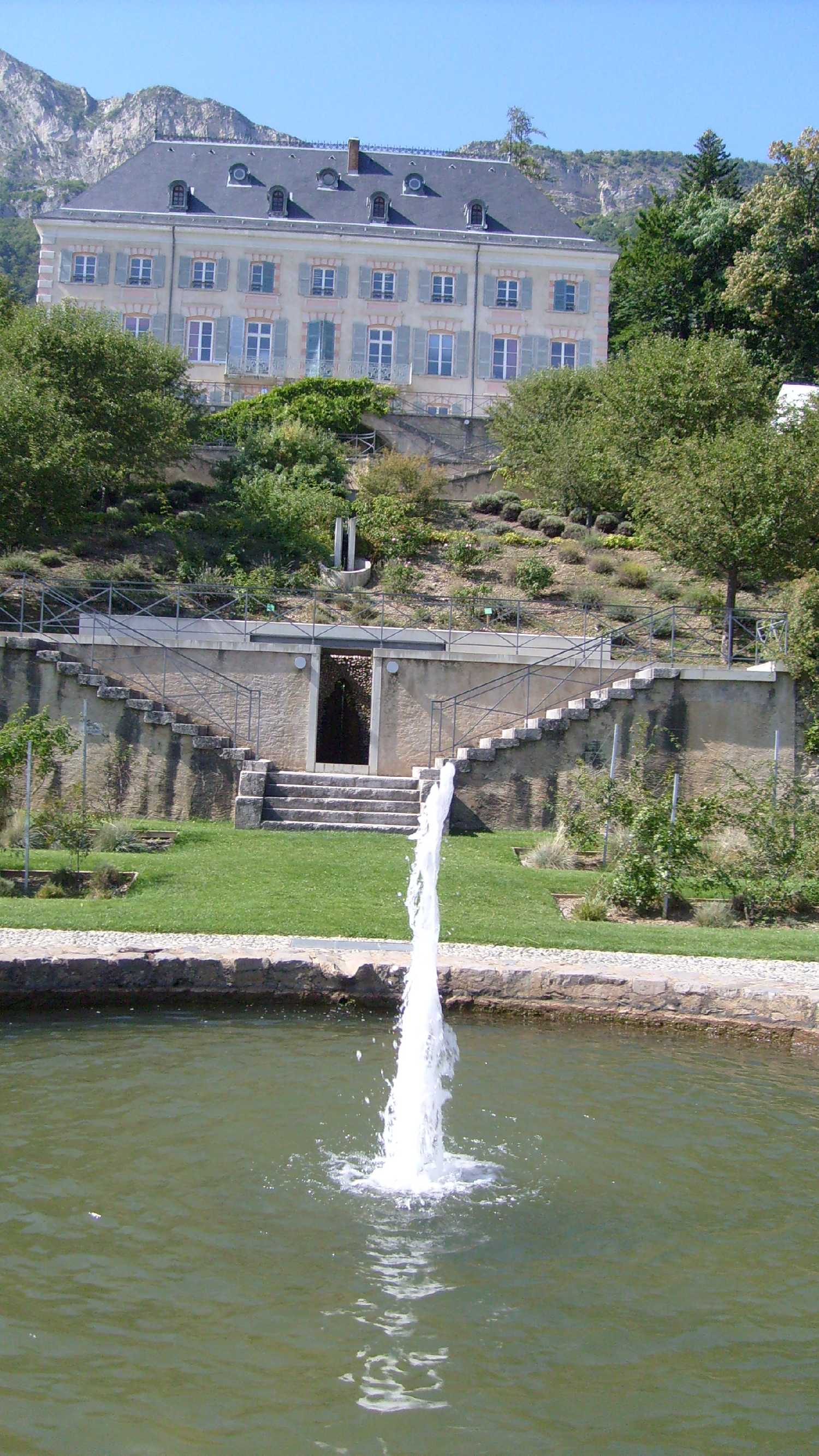
El castillo de Charance y los jardines en terrazas.

La historia del "domaine de Charance" se extiende a través de varios siglos.·
Hacia el siglo X, se había creado un castillo fortaleza sobre el ámbito. Este poseía torreones y su defensa estaba garantizada por zanjas. En esta época, lo utilizaban los vizcondes de Gap que dependían de los condes de Provenza.·
El obispo de Gap compra el ámbito el 12 de mayo de 1307. Seguirá siendo propiedad del obispado hasta la Revolución francesa.·
Durante el siglo XVI, se renovará el castillo fortaleza, entonces en estado de abandono, y se transformará en una gran vivienda gracias al obispo Gabriel de Sclaffanatis, que hará añadir varios edificios de granja.
El ámbito fue saqueado durante las guerras de religión por los partidarios de La Reforma en 1569. No será hasta el año 1644, en el que el obispo Arthur de Lionne rehabilita de nuevo el ámbito.·

Algunas décadas más tarde, en 1692, el duque de Saboya en conflicto con Luis XIV, destruye entre otras cosas en la región, el "domaine de Charance".
El lugar es de nuevo reconstruido por los obispos.·
Poco a poco, a principios del siglo XVIII, los lugares van tomando la apariencia que conocemos actualmente. El obispo Jacques Marie Caritat de Condorcet y su sucesor Jean Baptiste Marie de Maillé de la Tour Landry, emprenden una transformación en profundidad del castillo para hacerlo una residencia lujosa. Los jardines en terraza reciben entonces una atención especial.·
En la Revolución francesa, el castillo se confisca y se convierte en un bien nacional. Se venderá en subasta pública el 26 de febrero de 1791.·
Durante el siglo XIX se suceden varios propietarios. Durante este tiempo la parte fase preliminar del ámbito se arregla en un jardín al estilo inglés. Así se crean numerosas cascadas, se aumenta el lago, se acondicionan algunos atraques de barcas sobre sus orillas, se trazan algunos cursos en el monte bajo.
A finales del siglo XX marca un cambio en los usos del lugar. 
En 1973 el municipio de Gap se convierte en propietario y lo vuelve accesible al público. 
En el año 2004 se crea el Conservatorio Botánico Alpino Nacional de Gap-Charance.

## Descripción de los lugares

### El castillo
En el castillo se ubican los servicios administrativos del parque nacional de Écrins.
A algunas decenas de metros se encuentra el centro de Documentación sobre el medio ambiente del Parque natural "des Écrins". Se alberga en los antiguos establos del ámbito.

### Le Conservatoire botanique national alpin de Gap-Charance

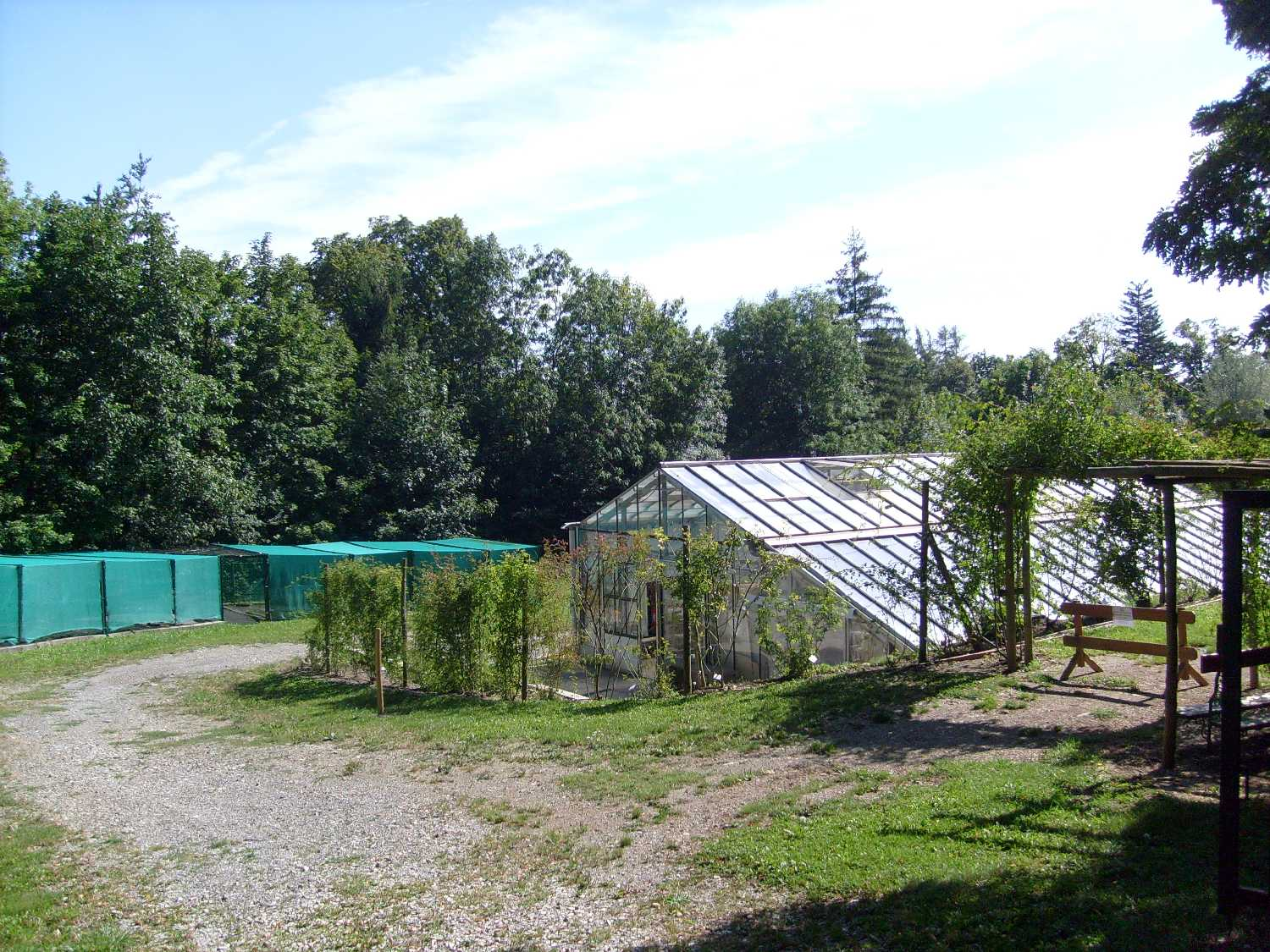
Los invernaderos del "Conservatoire national botanique alpin".

Es también en los “antiguos establos” del ámbito donde también se alberga el "Conservatoire national botanique alpin de Gap-Charance".
Forma parte de la red de seis Conservatorios botánicos nacionales. Se encuentran los servicios administrativos y técnicos.
El papel del Conservatorio es la conservación y el estudio de plantas salvajes algunas de las cuales están en curso de desaparición. Para ello, posee un lugar de cultivo equipado de invernaderos.

### El ecomuseo agrícola del Parlamento
El ecomuseo describe las actividades económicas en los Hautes-Alpes de 1790 a 1950. Haciendo énfasis principalmente en las actividades agrícolas y de artesanía rural con un taller campesino de 1900, un taller de fabricación de zuecos del principios del siglo XX con una colección excepcional de herramientas y de maquinarias para fabricar los zuecos de antes de 1900, 1920 y 1930. Un taller carpintero de carros explica la realización de una rueda desde la A a la Z. Se descubre también un taller de fragua y cubiertos así como una amplia gama de motores que sustituyeron a principios del siglo la energía humana y animal.

### El jardín en terrazas

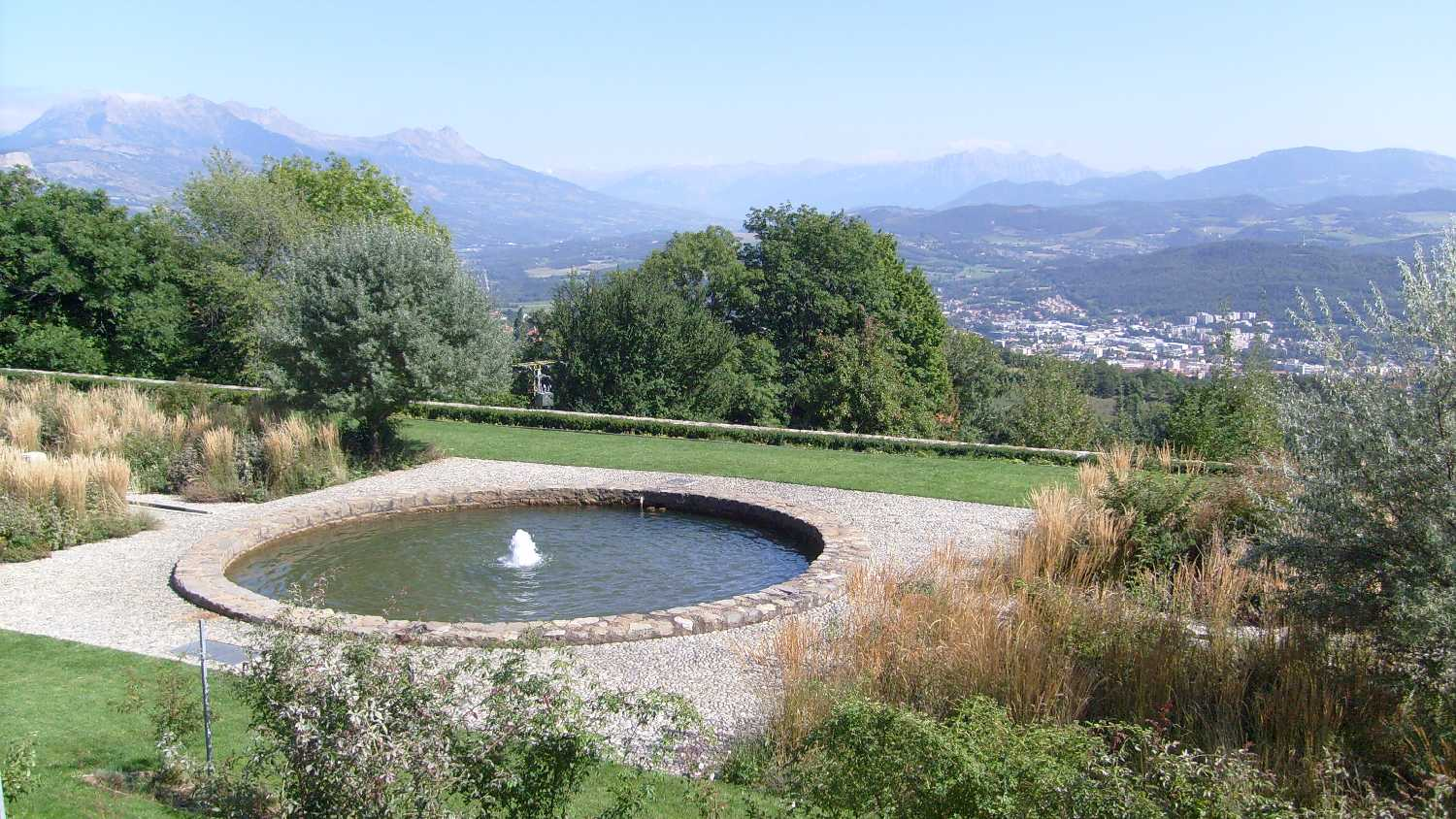
El jardín en terrazas, las gramíneas.

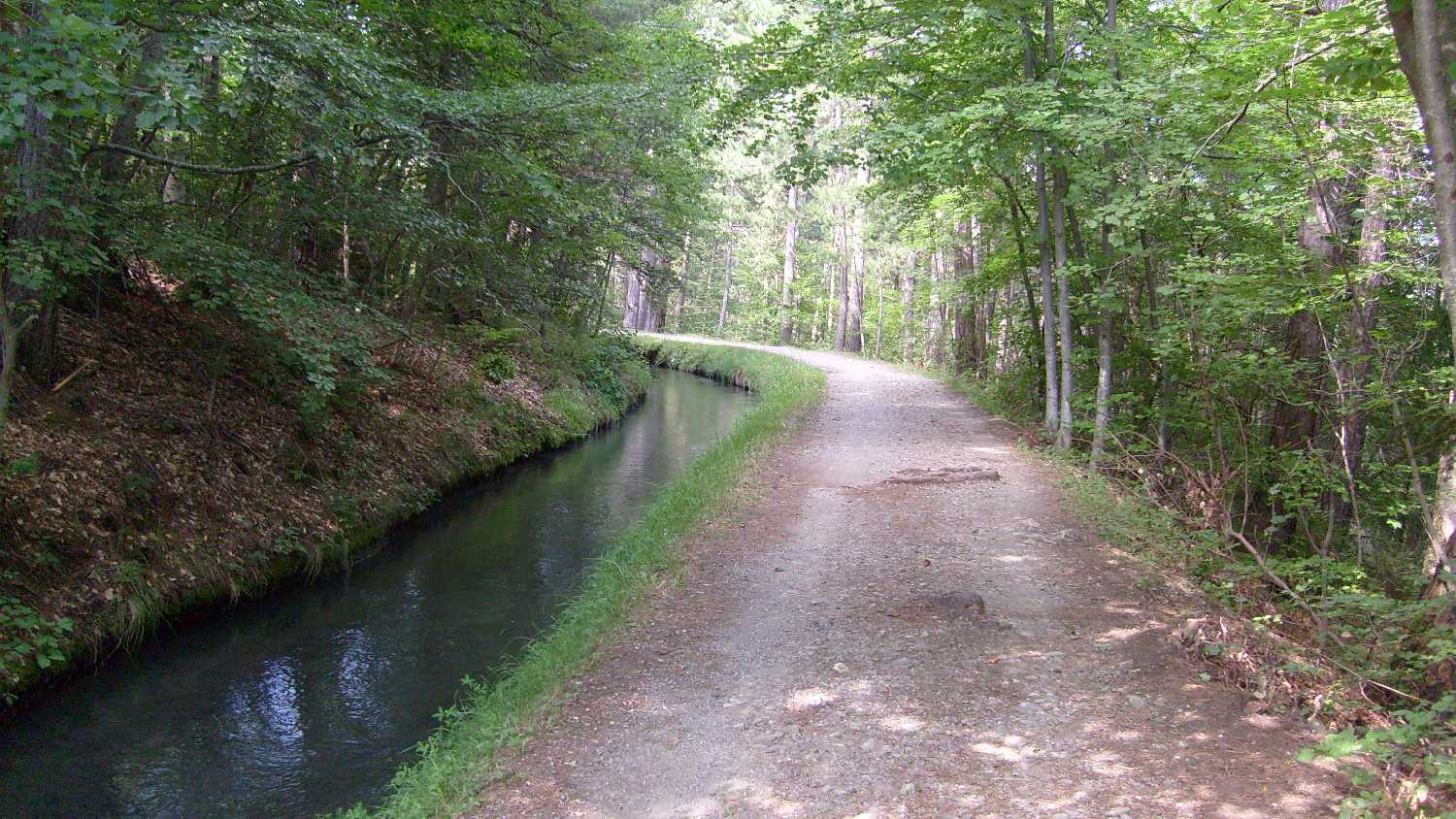
Aspecto del canal de Gap en su travesía del "domaine de Charance".

El jardín en terrazas se extiende sobre unos 9000 m².
Está inscrito en el inventario de los monumentos históricos desde 1988. Su configuración actual data del 2001. Es en el 2005 en el que adquirió la etiqueta de "Jardin Remarquable".
Las distintas especies vegetales están agrupadas por terrazas. Así se encuentran los bojes, los acebos, las gramíneas y las Daphne.
Todas estas terrazas están abastecidas de agua por numerosos canales, cascadas y fuentes. Formando parte del ámbito público francés, el jardín es accesible para todos. 
En las proximidades se estableció una importante colección de rosas antiguas. Alrededor de 1000 variedades están representadas allí incluidas la primera rosa amarilla creada en 1914 y la rosa "Domaine de Charance".
Variedades antiguas de árboles frutales crecen también en estos lugares: 800 de Peral común y 500 de manzanos.
Se presenta una gran biodiversidad, constituida de plantas salvajes y cultivadas, que se concentran sobre algunos millares de metros cuadrados.
Este jardín fue concebido por el "Atelier de Paysages Bruel-Delmar, paysagistes" (Taller de Paisajes Bruel-Delmar, paisajistas).

### Los bosques de Charance
En torno al lago se extiende el antiguo jardín a la inglesa. Este espacio está constituido por zonas enselvadas y zonas de céspedes.

A unos 1100 metros de altitud, el ámbito está recorrido por el canal de Gap. Estas riberas son utilizadas por los Balcones del Gapençais, curso de varias decenas de kilómetros, rodeando Gap y pudiendo realizarse a pie, a VTT o a caballo.

Por fin, arriba el bosque remonta hasta el pico de la montaña.